# Bergwerksmuseum Guido
Das Bergwerksmuseum Guido (polnisch Zabytkowa Kopalnia Węgla Kamiennego Guido) befindet sich in der polnischen Stadt Zabrze und öffnet für Touristen das unter Denkmalschutz stehende ehemalige Steinkohlebergwerk Guidogrube. Das Besucherbergwerk ist Ankerpunkt der Europäischen Route der Industriekultur.

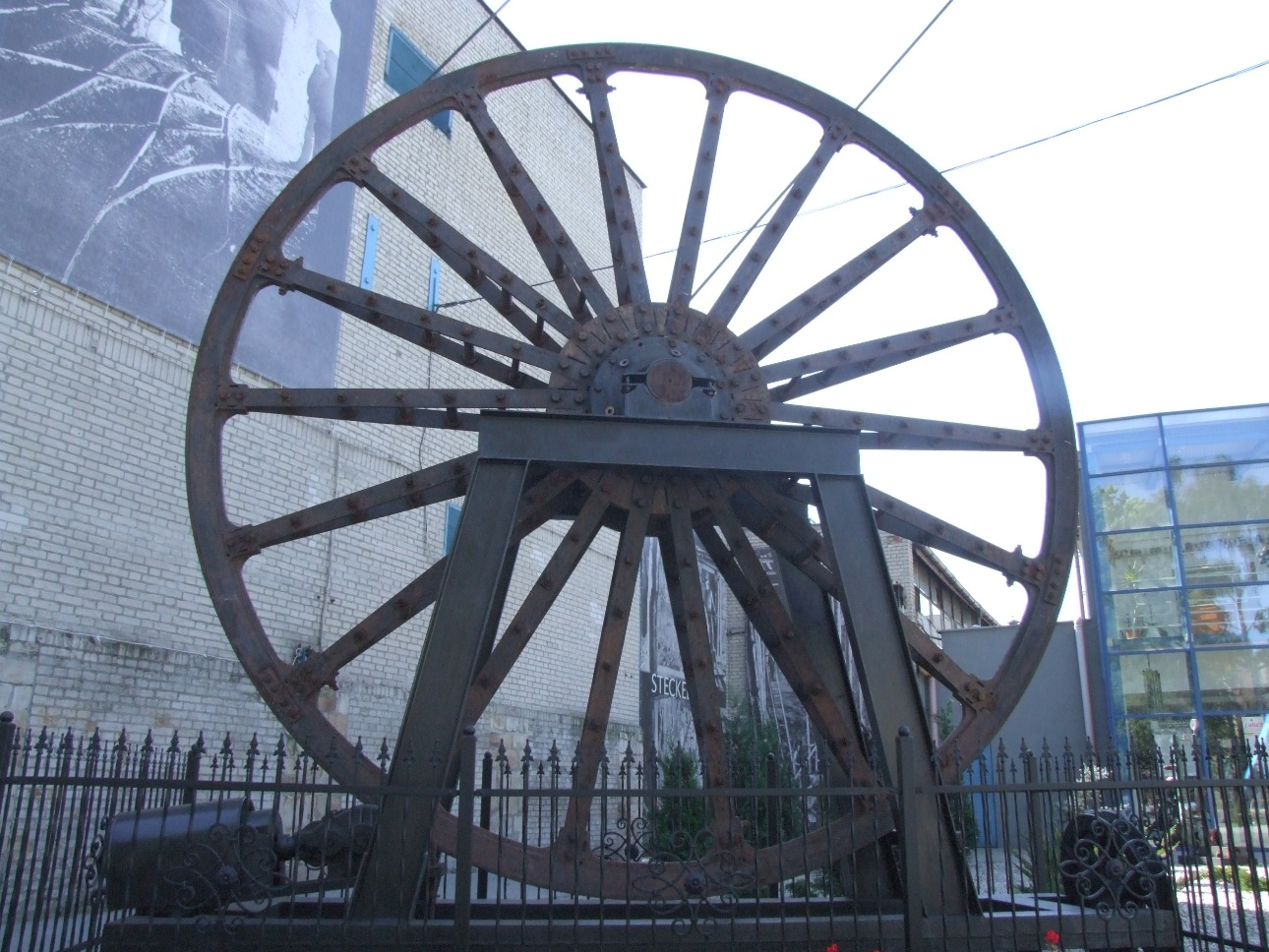
Bergwerksmuseum Guido

## Geschichte des Bergwerks
Guido Henckel von Donnersmarck gründete 1855 südlich von Zabrze am Ortsrand von Dorotheendorf das Steinkohlebergwerk, das nach ihm Guidogrube genannt wurde. In der Nacht vom 4. zum 5. Oktober 1887 sind bei einem Unglück fünf Bergleute verunglückt. 1912 arbeiteten in dem Bergwerk 16 Pferde unter Tage und elf über Tage.
In den 1920er Jahren verlor das Bergwerk an Bedeutung. Nach dem Zweiten Weltkrieg wurde es stillgelegt. 1967 wurde hier das Steinkohleversuchsbergwerk M-300 (Kopalnia Doświadczalna Węgla Kamiennego M-300) angelegt. In diesem wurden Maschinen des Bergmaschinenproduzenten KOMAG aus Gliwice getestet. 1982 wurde das Freilichtmuseum Skansen Górniczy Guido auf dem Gebiet des ehemaligen Bergwerkes eröffnet. Dieses wurde 1996 geschlossen. Im Jahre 1987 wurde das Bergwerk mit seinen Maschinen in die Liste der Sehenswürdigkeiten der Wojewodschaft Schlesien eingetragen.
Am 16. Juni 2007 eröffnete das Museum wieder. Zu Beginn waren nur der oberirdische Teil sowie die 170 Meter tiefe Sohle zugänglich. Ende 2008 wurde auch die 320 Meter tiefe Sohle für Touristen freigegeben.

## Museum

### Oberirdisch

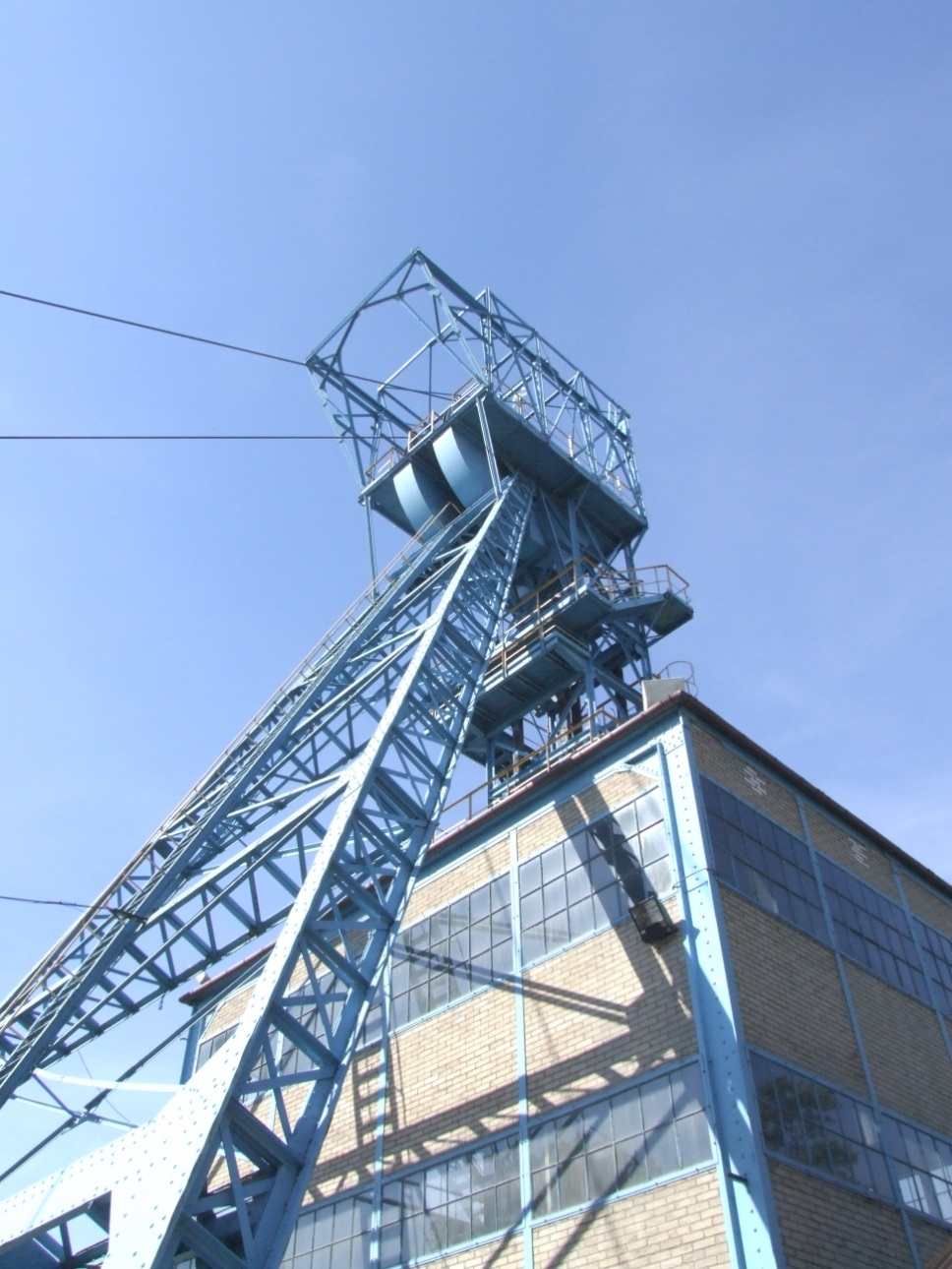
Das Fördergerüst

Zu sehen sind hier unter anderem eine Fördermaschine aus dem Jahr 1927 und eine Seilscheibe von 1934.

### 170-Meter-Sohle

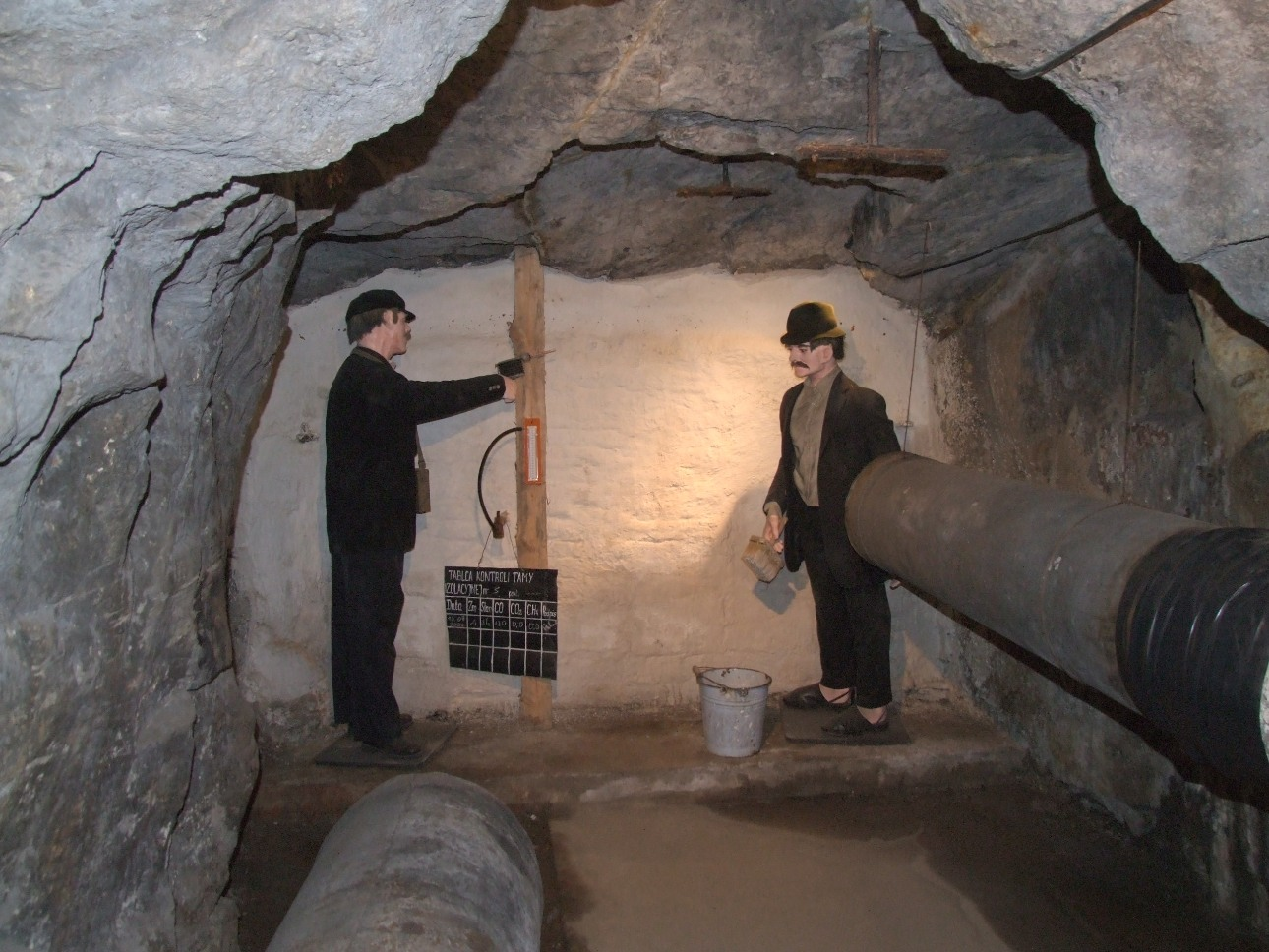
Unterirdische Kammer

Die 170-Meter-Sohle wurde im Juni 2007 für den Tourismus freigegeben. Sie zeigt die Arbeitsmethoden und -bedingungen des Bergbaus im 19./20. Jahrhundert. Mit eingespielten Geräuschen soll den Touristen eine eindrucksvolle Kulisse geboten werden.

### 320-Meter-Sohle
Die ersten 1,4 Kilometer der 320 Meter tiefen Sohle eröffneten zum 5. Dezember 2008. Gezeigt wird unter anderem ein 800 Tonnen schwerer Kohlesammelbehälter, eine Sohlebahn und eine Simulation eines Bergwerksunfalls mit dazugehöriger Rettungsaktion. In einer anderen Kammer hat der Besucher die Möglichkeit klassische Musik bei völliger Dunkelheit zu hören.